# Мордовское (Ивановская область)
Мордовское — село в Южском районе Ивановской области России, входит в состав Холуйского сельского поселения.

## География
Село расположено на берегу реки Тезы в 4 км на юг от центра поселения села Холуй и в 14 км на юго-запад от райцентра города Южи.

## История
Казанская церковь в Мордовском построена во второй половине XVII века. В 1742 году местным вотчинником полковником Иваном Михайловичем Орловым построена была деревянная холодная церковь во имя Нерукотворенного образа Спасителя, а в 1745 году Казанская церковь обращена в тёплую. В 1758 году поставлена была деревянная колокольня, купленная в селе Холуй. В 1805—1808 годах с благословения епископа Владимирского Ксенофонта вместо деревянных церквей построен был каменный храм. Престолов в этом храме было два: в холодном в честь Нерукотворенного образа Всемилостивого Спаса, в тёплом в честь Казанской иконы Божией Матери. В селе Мордовском имелась земская народная школа, учащихся в 1897 году было 45.
В конце XIX — начале XX века село входило в состав Холуйской волости Вязниковского уезда Владимирской губернии. В 1859 году в селе числилось 81 дворов, в 1905 году — 46 дворов.
С 1929 года село входило в состав Холуйского сельсовета Южского района, с 1954 года — в составе Снегиревского сельсовета, с 1974 года — Изотинского сельсовета, с 2005 года — в составе Холуйского сельского поселения.

## Население
| 1859 | 1905 | 2010 |
| ---- | ---- | ---- |
| 446  | ↘242 | ↘116 |

## Достопримечательности
В селе находится недействующая Церковь Спаса Нерукотворного Образа